# Dopamine bêta-hydroxylase
 (mai 2017).
Pour les articles homonymes, voir DBH.
La dopamine bêta-hydroxylase (DBH), aussi connu comme la dopamine bêta-monooxygénase, est une enzyme (EC 1.14.17.1) qui chez les humains est codée par le DBHgène. La Dopamine bêta-hydroxylase catalyse la réaction chimique:
Les trois substrats de cette enzyme sont 3,4-dihydroxyphenethylamine, l'ascorbate, et O2, tandis que ses trois produits sont la noradrénaline, dehydroascorbate, et H2O.
La DBH est une protéines de poids 290 kDa contenant du cuivre oxygénase composé de quatre sous-unités identiques, et de son activité nécessite l'ascorbate comme un cofacteur.
C'est la seule enzyme impliquée dans la synthèse de petites molécules de neurotransmetteurs qui est liée à la membrane, faisant de la noradrénaline, le seul connu de l'émetteur synthétisés à l'intérieur de vésicules. Elle est exprimée en noradrénergique terminaisons nerveuses du système nerveux central et périphérique, ainsi que dans les cellules chromaffines de la médullosurrénale.
Sur la base des observations de ce qui se passe quand il n'y a pas de substrat, ou d'oxygène, les étapes suivantes semblent constituer la réaction d'hydroxylation,.
Bien que les détails de DBH mécanisme sont encore à confirmer, le DHP est l'homologue d'une autre enzyme, peptidylglycine α-hydroxylation monooxygénase (PHM). Parce que le DBH et PHM partagent les mêmes structures, il est possible de modèle DHP mécanisme basé sur ce qui est connu au sujet de PHM mécanisme.

## Spécificité de substrat
La Dopamine bêta-hydroxylase catalyse l'hydroxylation non seulement de la dopamine, mais aussi d'autres phényléthylamine dérivés lorsqu'ils sont disponibles. L'exigence minimale semble être un anneau de benzène avec un à deux carbones de la chaîne latérale qui se termine dans un groupe amino.

## La signification clinique
DBH contribue principalement à l'action des catécholamines et de la trace de l'amine de la biosynthèse. Il intervient aussi dans le métabolisme des xénobiotiques liés à ces substances, par exemple, l'homme DBH enzyme catalyse la bêta-hydroxylation de l'amphétamine et de la para-hydroxyamphétamine, la production de la noradrénaline et de la para-hydroxynorephedrine respectivement,,.
DHP a été impliqué comme facteur de corrélation dans des conditions associées à la prise de décisions et de dépendance de la drogue, par exemple, l'alcoolisme et le tabagisme, déficit de l'attention avec hyperactivité, la schizophrénie, et la maladie d'Alzheimer. Inadéquate DHP est appelé dopamine bêta-hydroxylase carence.

## Structure
Parce qu'il est difficile d'obtenir une stabilité de cristal de la dopamine bêta-hydroxylase, sa structure cristalline est pas encore résolu. Cependant, une homologie modèle basé sur la séquence primaire et à la comparaison des PHM est disponible.

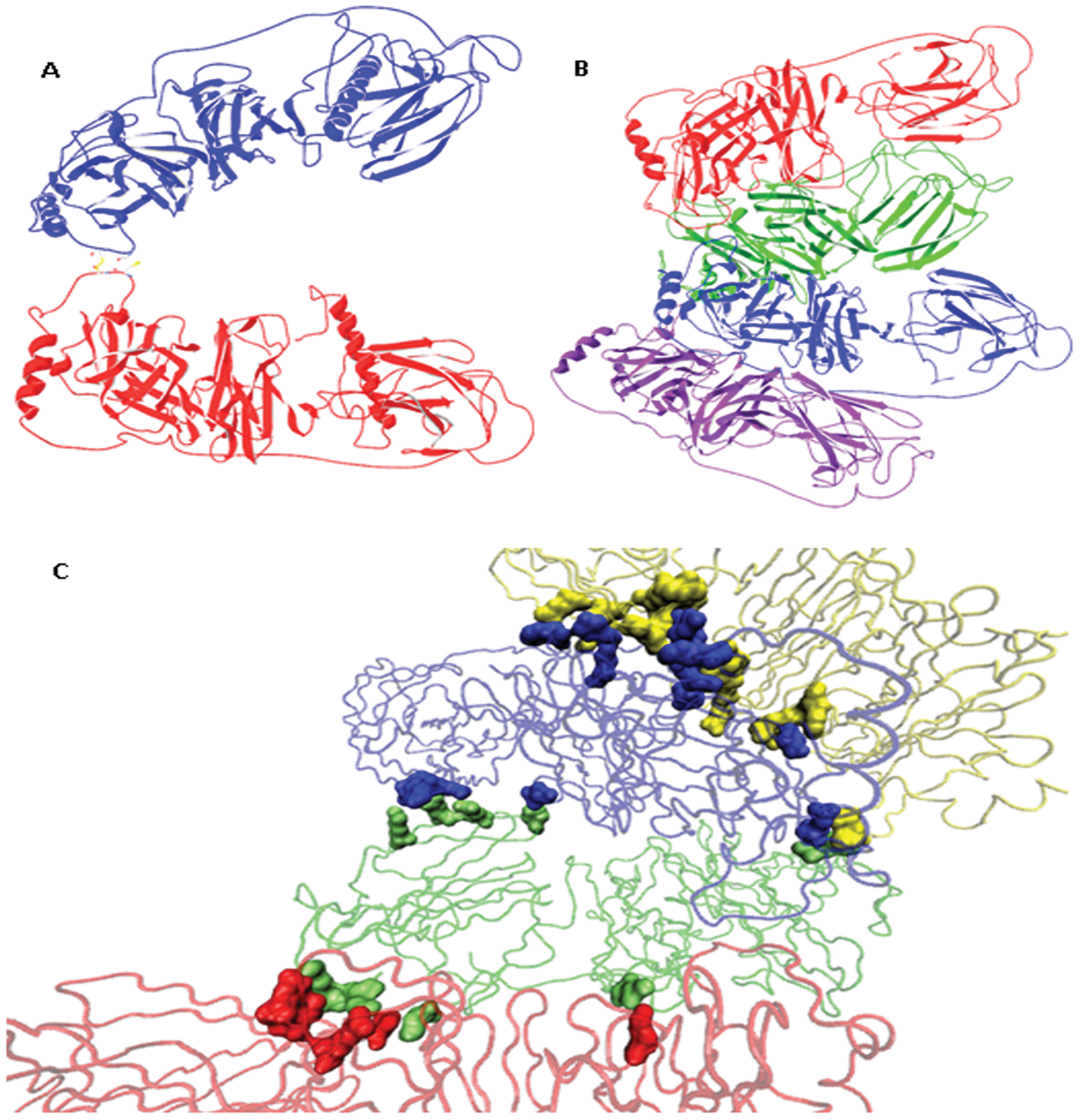
Expérimentale DBH modèle structurel fondé sur la prédiction in silico et physico-chimiques de validation